# Ole-Johan Dahl
Ole-Johan Dahl (12. říjen 1931 Mandal – 29. červen 2002 Asker) byl norský počítačový vědec. Spolu s Kristenem Nygaardem vytvořil první objektově orientovaný programovací jazyk Simula I (1961–1965) a později Simula 67 (1965–1968). Dahl i Nygaard byli roku 2000 vyznamenáni řádem svatého Olafa ve třídě komtura. Oba také roku 2001 získali Turingovu cenu, nejvyšší ocenění v oblasti počítačové vědy. Roku 1968 byl jmenován profesorem na univerzitě v Oslu.